# اسپارنواود
اسپارنواود (به هلندی: Spaarnwoude) یک منطقهٔ مسکونی در هلند است که در هارلمرمیر واقع شده‌است.